# Paul am Ende
Seyffert Ludwig Paul am Ende (* 21. Juli 1851 in Radeberg; † 5. April 1926 in Dresden) war ein deutscher Politiker und stellvertretender Vorsitzender des Allgemeinen Deutschen Bäderverbandes.

## Leben und Wirken
Er war der Sohn des aus Wittenberg stammenden Christian Gottlob Ernst am Ende (1819–1890). Nachdem er zunächst als Ratsreferendar in Plauen im Vogtland tätig gewesen war, wurde er zum Bürgermeister der Stadt Rudolstadt gewählt und dort 1890 zum Oberbürgermeister ernannt. 1895 erfolgte seine Wahl zum I. Bürgermeister der Stadt Zeulenroda. 1898 gab er dieses Amt an Paul Lemcke ab und widmete sich fortan Veröffentlichungen zur Gesundheitsvorsorge und Bäderwesen in Sachsen.

## Schriften (Auswahl)
- Wesen und Wirkungen des Schlachthauszwanges. 1894.
- Das Brausebad in der Volksschule. 1900.
- Das königliche Bad-Elster i. Sachsen. 1901.
- Die Abwehr von Rauch und Ruß. 1902
- Das Schulbrausebad und seine Wirkungen. 1903.
- Die Gemeinde als Kurort. 1908.
- Der Straßenstaub und seine Bekämpfung. 1910.